# Ivanča
Ivanča (cyr. Иванча) – wieś w Serbii, w okręgu raskim, w mieście Novi Pazar. W 2011 roku liczyła 1038 mieszkańców.